# Ernst Becksmann
Ernst Becksmann (* 28. Februar 1906 in Halberstadt; † 11. Mai 1986 in Freiburg im Breisgau) war ein deutscher Geologe und Paläontologe.

## Leben
Becksmann promovierte 1930 am Institut für Geowissenschaften der Universität Kiel zum Dr. phil. Die Habilitation folgte am 25. April 1932. Ab 1939 war er Professor für Geologie und Paläontologie an der Universität Heidelberg. Im Januar 1941 wurde er zur Wehrmacht einberufen und gründete 1946 zusammen mit Professor Ludwig Rüger in Heidelberg das Geologische Landesamt Nordbaden, dies ging 1957 im Geologischen Landesamt Baden-Württemberg auf. Ab 1957 war er Professor an der Universität Freiburg im Breisgau.
Becksmann wurde 1976 von der Gemeinde Mudau für seine großen Verdienste zum Ehrenbürger ernannt. Zudem wurde in Mudau die Prof.-Becksmann-Straße nach ihm benannt. Ihm ist es zu verdanken, dass um 1952 bei der Suche nach neuen Wasserquellen an der Wasserscheide von Neckar zum Main schon die beiden ersten Bohrungen der Tiefbrunnen in Richtung Langenelz erfolgreich waren. Weitere Untersuchungen und Probebohrungen der Wasserversorgung der „Mudbachgruppe“  folgten im Jahr 1973.
Er war verheiratet mit Frieda geb. Krauss (1916–1973) und hatte fünf Kinder, darunter den Kunsthistoriker und Verleger Rüdiger Becksmann und den Verleger Eckhard Becksmann.